# Сайто Ёситацу
Сайто Ёситацу (яп. 斎藤 義龍 Сайто: Ёситацу, 8 июля 1527, провинция Мино — 23 июня 1561) — самурайский полководец средневековой Японии периода Сэнгоку. Властитель провинции Мино (ныне префектура Гифу). Сын Сайто Досана.
Обстоятельства рождения Ёситацу неизвестны. Одни учёные считают его сыном Сайто Досана, в то время как другие — сыном Токи Ёринари, изгнанного Досаном законного губернатора провинции.
В 1555 году Досан выбрал из трёх своих сыновей будущего главу рода Сайто, обойдя при этом Ёситацу. Последний же настолько желал власти, что уничтожил обоих братьев, претендовавших на это место, и попытался убить отца. Попытка оказалась неудачной, однако уже в следующем 1556 году во время битвы при реке Нагарагава Ёситацу убил Досана и провозгласил себя главой клана. Перед смертью Досан успел отправить завещание своему союзнику Оде Нобунаге, в котором передал ему права на владение провинцией Мино. Это завещание стало поводом к войне между родами Сайто и Ода. Войска под руководством Ёситацу некоторое время умело отбивали все нападения отрядов Нобунаги, но в 1561 году ситуация изменилась: Ёситацу внезапно умер от болезни. Главой рода стал его 14-летний сын Сайто Тацуоки, который за несколько лет из-за чрезмерного увлечения литературой, женщинами и играми утратил все достояния отца.